# USS Yarnall (DD-143)
«Ярнелл» (англ. USS Yarnall (DD-143) — військовий корабель, ескадрений міноносець типу «Вікс» військово-морських сил США за часів Першої та Другої світових війн.
«Ярнелл» був закладений 12 лютого 1918 року на верфі William Cramp & Sons у Філадельфії, штат Пенсільванія, де 19 червня 1918 року корабель був спущений на воду. 29 листопада 1918 року він увійшов до складу ВМС США. Входив до складу 11-ї флотилії есмінців Атлантичної ескадри, що становила кістяк Нейтрального патруля, який діяв поздовж східного узбережжя США, базуючись у Норфолку.
23 жовтня 1940 року переданий за угодою «есмінці в обмін на бази» Королівському ВМФ Великої Британії під назвою «Лінкольн» (G42). У лютому 1942 року переданий до складу Королівського флоту Норвегії, але вже в липні того ж року позичений Королівським ВМС Канади, хоча числився у норвезькому флоті, де проходив службу до кінця 1943 року. У грудні 1943 року повернутий норвежцями до Великої Британії і 16 липня 1944 року переданий до складу Північного флоту ВМФ СРСР під назвою «Дружний». У серпні 1952 року повернутий Радянським Союзом Великій Британії, де незабаром розібраний на брухт.

## Історія служби

### 1918—1940
«Ярнелл» після введення до американського флоту перебував у складі сил 15-ї дивізії есмінців флоту США, що діяла біля французьких берегів. Потім переведений до сил 5-ї флотилії 4-ї ескадри Тихоокеанського флоту, що діяли поздовж Західного узбережжя США, з базуванням у Сан-Дієго. 29 травня 1922 року виведений до резерву, де перебував з перервами протягом 17 років. 18 вересня 1940 року прибув до Галіфакса у Новій Шотландії для подальшої передачі Королівському британському флоту. 23 жовтня 1940 року перейшов у розпорядження британців, де перейменований на «Лінкольн». Офіційно виключений зі списків американських ВМС 8 січня 1941 року.

### У складі британського, норвезького та канадського флотів
«Лінкольн» виконував бойові завдання у Північній Атлантиці, Західних підходах. У січні 1941 року «Лінкольн» забезпечував з іншими есмінцями ескорт конвою WS 5B у Північно-Західних підходах.